# Véronique Besse
Pour les articles homonymes, voir Besse.
Véronique Besse, née le 11 août 1963 à La Roche-sur-Yon, est une journaliste et femme politique française.
Élue municipale de Mouchamps en 1989, elle est maire de cette commune de 1995 à 2001. Parallèlement, sur la scène départementale, elle se faire élire conseillère générale dans le canton des Herbiers en 1998 et se voit être reconduite aux scrutins de 2004 et de 2011. Par ailleurs, à partir de 2001, elle est vice-présidente du conseil général de la Vendée, fonction qu’elle occupe jusqu’à sa démission, en 2014.
Proche de Philippe de Villiers — et membre de son parti le Mouvement pour la France jusqu’en 2018, elle lui succède en tant que députée en se faisant élire dans la quatrième circonscription de la Vendée en 2005. Réélue lors des législatives de 2007 et 2012, elle renonce à se présenter lors du scrutin de 2017 en raison de l’interdiction de cumul d’un mandat parlementaire avec un mandat exécutif local. En effet, désignée maire des Herbiers et présidente de la communauté de communes trois ans plus tôt, elle décide de se concentrer sur ses fonctions locales. Cependant, élue une nouvelle fois députée dans la même circonscription en 2022, elle démissionne de ses positions exécutives locales pour siéger au palais Bourbon. Elle est largement réélue en 2024 dans le cadre d'une quadrangulaire.

## Biographie

### Formation et parcours professionnel
Véronique Besse est titulaire d'un DEUG de droit et diplômée de l'école de communication Sciences Com' où elle apprend le journalisme. 
Elle est successivement journaliste pour la radio Alouette FM (1986-1990), chargée de mission au cabinet de Philippe de Villiers à la présidence du conseil général de la Vendée (1991-1994), assistante parlementaire de Bruno Retailleau (1994-1997), puis de Philippe de Villiers (1997-2004).

### Engagements associatifs
Elle est membre de l'association du Puy du Fou depuis sa création en 1977. Impliquée dans les domaines du tourisme et de la santé, elle préside l'office de tourisme du pays des Herbiers de 1989 à 2014, le centre hospitalier Georges-Mazurelle jusqu'en 2014 et l'association départementale Audace (dépistage des cancers).

### Parcours politique
Maire de la commune de Mouchamps de 1995 à 2001, Véronique Besse est élue députée de la 4e circonscription de la Vendée le 23 janvier 2005, dans le cadre d'une élection partielle causée par le choix de Philippe de Villiers de quitter l'Assemblée nationale pour siéger au Parlement européen. À cette occasion, l'UMP lui apporte son soutien. 
En obtenant 70,8 % des suffrages, Véronique Besse est alors qualifiée de « députée la mieux élue de France »[réf. nécessaire].
Députée sortante, elle se représente comme candidate unique de la « majorité présidentielle » (UMP, NC, MPF) dans la 4e circonscription de Vendée aux élections législatives de juin 2007. Elle est élue dès le premier tour avec 60,9 % des voix. Son suppléant est alors Antoine Chéreau, maire (MPF) de Montaigu.
Conseillère générale de la Vendée, élue dans le canton des Herbiers depuis 1998, elle est réélue en mars 2011 avec 59,90 % des voix dès le premier tour, largement devant le radical Marcel Albert.
En 2012, elle est réélue députée au premier tour avec 57,04 % des suffrages exprimés. Elle est parmi les députés les mieux (ré)élus de France. Son suppléant est Jean-Pierre Lemaire, conseiller général (MPF) du canton de Pouzauges et ancien maire de La Meilleraie-Tillay.
Elle est la membre féminine de l'Assemblée nationale la mieux élue en 2007, elle conserve ce « titre » en 2012. Elle siège parmi les non inscrits.
Elle est candidate aux élections municipales de 2014 aux Herbiers. Le 23 mars, sa liste l'emporte à l'issue du premier tour, avec 57,76 % des voix. Le 28 mars, elle est élue maire lors de l'installation du conseil municipal. 
En 2017, en raison de la loi sur le non-cumul des mandats, elle indique qu'elle ne sera pas candidate aux élections législatives, préférant se consacrer à son mandat de maire des Herbiers.
Elle se rapproche ensuite de Nicolas Dupont-Aignan dans la perspective d'une « union des droites ». En septembre 2019, elle participe à la « convention de la droite » et déclare à cette occasion qu’elle n'« [est] plus encartée » et que « le MPF n’existe plus ».
Lors des municipales de 2020, elle est largement réélue maire des Herbiers dès le premier tour avec 67% des voix.
Après la présidentielle de 2022, elle retrouve les bancs de l'Assemblée Nationale en étant réélue députée avec près de 60% des voix au second tour.
À la suite de la dissolution de 2024, elle s'impose largement en tête de la quadrangulaire du second tour, et elle est ainsi réélue députée pour la quatrième fois.

## Prises de position
De novembre 2010 à mai 2011, elle participe aux travaux de la commission spéciale de bioéthique. Le 30 août 2011, elle fait partie des quatre-vingt députés qui demandent au ministre de l'Éducation nationale de retirer des manuels scolaires de biologie des éléments évoquant le  genre, au motif que « les personnes ne [seraient] plus définies comme hommes et femmes mais comme pratiquants de certaines formes de sexualités : homosexuels, hétérosexuels, bisexuels, transsexuels ». En septembre 2011, elle s'oppose à la hausse de TVA sur les entrées des parcs à thème. Elle lance un collectif parlementaire qui réunit une cinquantaine de députés. Le 30 janvier 2013, elle s'oppose à l'ouverture du mariage et de l'adoption aux couples de personnes de même sexe. 
Elle soutient le régime syrien dans le cadre de la guerre civile syrienne. Regrettant que la France n'ait plus de représentation diplomatique en Syrie, elle se rend à Damas en octobre 2015, aux côtés de Jean-Frédéric Poisson et Xavier Breton, pour rencontrer Bachar el-Assad. Elle déclare que « la France aide l'État islamique en fournissant des armes à des groupes soi-disant modérés proches d'Al-Qaïda, et donc proches de l'État islamique, comme al-Nosra ». Jugeant que « le choix est simple : c'est Bachar ou Daesh, et mon choix est fait », elle affirme que « la France devrait être aux côtés de l'armée syrienne », que la Syrie est une « démocratie » et que « le peuple syrien estime Assad ».
En février 2023, Véronique Besse propose de restreindre le droit de grève en France en les interdisant dans le secteur des transports les veilles de vacances scolaires, durant les vacances scolaires et les jours fériés. Un an plus tard, elle constate que le sujet n'a pas avancé et assimile les grévistes à des preneurs d'otages.

## Détail des mandats et fonctions

### Mandats électifs
- Conseillère municipale des Herbiers (depuis le 28 mars 2014).
- Députée, élue dans la quatrième circonscription de la Vendée (du 24 janvier 2005 au 20 juin 2017 et depuis le 22 juin 2022).
- Conseillère générale de la Vendée, élue dans le canton des Herbiers (du 22 mars 1998 au 2 avril 2015).
- Conseillère municipale de Mouchamps (du 20 mars 1989 au 18 mars 2001).

### Mandats exécutifs
- Présidente du conseil communautaire de la communauté de communes du Pays-des-Herbiers (du 8 avril 2014 au 30 juin 2022).
- Maire des Herbiers (du 28 mars 2014 au 30 juin 2022).
- Vice-présidente du conseil général de la Vendée (de 2001 à 2015).
- Maire de Mouchamps (du 25 juin 1995 au 18 mars 2001).

## Résultats électoraux

### Élections législatives
| Élection | Circonscription | Parti         | Parti         | Premier tour  | Premier tour  | Second tour   | Second tour   | Résultat      |
| Élection | Circonscription | Parti         | Parti         | Voix          | %             | Voix          | %             | Résultat      |
| -------- | --------------- | ------------- | ------------- | ------------- | ------------- | ------------- | ------------- | ------------- |
| 2005     | 4e de la Vendée |               | MPF           | 22 114        | 70,80         |               |               | Élue          |
| 2007     | 4e de la Vendée | 34 458        | MPF           | 60,96         |               |               |               | Élue          |
| 2012     | 4e de la Vendée | 31 806        | MPF           | 57,04         |               |               |               | Élue          |
| 2017     | 4e de la Vendée | Pas candidate | Pas candidate | Pas candidate | Pas candidate | Pas candidate | Pas candidate | Pas candidate |
| 2022     | 4e de la Vendée |               | DVD           | 16 904        | 34,97         | 23 336        | 59,69         | Élue          |
| 2024     | 4e de la Vendée | 28 086        | DVD           | 39,31         | 31 068        | 43,36         |               | Élue          |

### Élections cantonales
| Élection | Circonscription     | Parti | Parti | Tour unique | Tour unique | Résultat |
| Élection | Circonscription     | Parti | Parti | Voix        | %           | Résultat |
| -------- | ------------------- | ----- | ----- | ----------- | ----------- | -------- |
| 1998     | Canton des Herbiers |       | MPF   | 7 419       | 68,21       | Élue     |
| 2004     | Canton des Herbiers | 7 453 | MPF   | 62,13       |             | Élue     |
| 2011     | Canton des Herbiers | 5 821 | MPF   | 59,90       |             | Élue     |

### Élections municipales
Les résultats ci-dessous concernent uniquement les élections où Véronique Besse est tête de liste.
| Élection | Commune      | Nuance | Nuance   | Tour unique | Tour unique | Tour unique | Sièges aux conseils | Sièges aux conseils |
| Élection | Commune      | Nuance | Nuance   | Voix        | %           | Issue       | Municipal           | Communautaire       |
| -------- | ------------ | ------ | -------- | ----------- | ----------- | ----------- | ------------------- | ------------------- |
| 1995     | Mouchamps    |        | Inconnue |             |             | Victoire    |                     |                     |
| 2014     | Les Herbiers |        | DVD      | 4 571       | 57,75       | Victoire    | 27 / 33             | 15 / 18             |
| 2020     | Les Herbiers | 3 727  | DVD      | 67,17       | 28 / 33     | Victoire    | 15 / 18             |                     |